# Shraddha Kapoor
Shraddha Kapoor (Bombaim, Maharashtra, Índia em 3 de março de 1987) é uma atriz indiana que aparece em filmes de língua hindi. Ela começou a carreira em 2010 quando era adolescente no filme Teen Patti que lhe rendeu uma indicação em uma categoria do Filmfare Award for Best Female Debut e seguiu com o primeiro papel principal dela no drama adolescente Luv Ka The End em 2011. Em 2013, Kapoor recebeu apreciação pela atuação dela no drama romântico Aashiqui 2, o primeiro comercial de sucesso dela a rendeu uma nomeação no Filmfare Award for Best Actress, entre outros. Seus papéis fora da tela incluem deveres como embaixadora de marcas para várias organizações de caridade, campanhas e marcas. É filha do ator indiano, Shakti Kapoor.

## Biografia
Shraddha Kapoor nasceu e foi criada em Mumbai. Por parte do pai ela é descendente de Punjabi, e por parte da mãe ela tem ascendência Marathi e Konkani. Seu avô materno, Pandharinath Kolhapure, pertencia a Kolhapur e sua avó materna era de Panaji, Goa. Em entrevista, Shraddha revelou que passou por uma fase moleca quando criança e se descreveu como tendo uma personalidade forte, pelo fato dela ter se envolvido em muitas brigas com meninos.
Os membros da família de Kapoor incluem seu pai Shakti Kapoor, sua mãe Shivangi Kapoor, seu irmão mais velho Siddhanth Kapoor e suas duas tias Padmini Kolhapure e Tejaswini Kolhapure, sendo todos atores do cinema indiano. Ela é sobrinha-neta de Lata Mangeshkar, Asha Bhosle, Meena Khadikar, Usha Mangeshkar e Hridaynath Mangeshkar. Oriunda de um núcleo familiar de atores, Shraddha desejava ser atriz desde muito jovem. Ela acompanhou seu pai em vários locais de filmagem em sua infância. Durante uma das filmagens de David Dhawan, Shraddha fez amizade com o ator Varun Dhawan, para brincar com ele,  eles seguravam uma tocha fingindo ser uma câmera enquanto declamavam diálogos, eles também dançavam as canções dos filmes de Govinda.
Shraddha estudou na Jamnabai Narsee School e, aos 15 anos, mudou-se para a American School of Bombay, onde foi colega de escola da atriz Athiya Shetty e do ator Tiger Shroff. Em entrevista ao The Times of India, Shetty revelou que todos costumavam participar de competições de dança. Acreditando ser competitiva, aos 17 anos Shraddha jogava futebol e handebol por achar esses esportes desafiadores. Quando entrevistados pelo The Hindustan Times em 2016, Shraddha e Tiger admitiram que tinham uma paixão um pelo outro na escola, mas nunca se pediram em casamento.
Shraddha então se matriculou na Universidade de Boston para se formar em psicologia,  mas ela saiu em seu primeiro ano para aparecer em seu filme de estreia depois de ser vista no Facebook pela produtora Ambika Hinduja, que a escalou para um papel em Teen Patti.  Em uma entrevista para a revista Filmfare, Shakti Kapoor revelou que Shraddha mal tinha 16 anos quando seu primeiro filme foi oferecido pelo ator e produtor Salman Khan, depois que ele viu uma de suas performances na escola,  mas ela rejeitou a proposta pois ela tinha o sonho de tornar psicóloga. Shraddha treinou canto desde a infância com seu avô materno e a mãe, ambos cantores clássicos.
Ela tem aparecido na lista das 100 celebridades da Forbes Índia desde 2014 e apareceu na Forbes Ásia na lista 30 under 30 de 2016. Atualmente, ela aparece na lista das atrizes mais populares e mais bem pagas da Índia e é uma das pessoas mais seguidas do Instagram no seu país, com mais de 55 milhões de seguidores nessa rede social.
Shraddha é vegetariana. Em 2020, Sonu Sood e ela foram eleitos como as celebridades vegetarianas mais sensuais da PETA Indiana.

## Carreira
Shraddha estreou como atriz no drama de 2010 intitulado Teen Patti, ao lado de Amitabh Bachchan, Ben Kingsley e R. Madhavan. O filme recebeu majoritariamente críticas negativas, embora seu desempenho tenha sido bem recebido. Shraddha foi indicada ao prêmio Filmfare de Melhor Estreia Feminina, entretanto, o filme não desempenhou uma boa bilheteria.  Após sua estreia, ela assinou um contrato de três filmes com Yash Raj Films e participou da comédia adolescente de 2011, Luv Ka The End, com Taaha Shah. Shraddha interpretou a protagonista, uma estudante adolescente que trama contra o namorado depois de descobrir uma traição. O filme teve um desempenho baixo nas bilheterias. No entanto, a interpretação dela recebeu uma recepção positiva. Por sua atuação, Shraddha recebeu o Prêmio Stardust Searchlight de Melhor Atriz.  Shraddha foi posteriormente escalada para o papel principal do filme Aurangzeb como parte de seu contrato com a Yash Raj Films. Contudo, ela assinou contrato com a Vishesh Films para estrelar Aashiqui 2, cancelando assim o contrato de três filmes com Yash Raj Films.

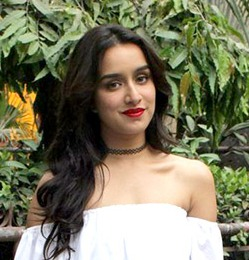
Shraddha no evento promocional do filme Baaghi, 2016

Em 2013, Shraddha descobriu qual seria sua personagem no drama musical romântico de Mohit Suri, Aashiqui 2, a sequência do filme Aashiqui, de 1990. Ela foi escalada como Aarohi Keshav Shirke, uma cantora de bar de uma pequena cidade que se torna uma artista de playback de sucesso com a ajuda de um cantor famoso (interpretado por Aditya Roy Kapur). O filme foi um grande sucesso de bilheteria, com uma receita global de ₹1,09 bilhão (US $ 15 milhões). Shraddha recebeu várias indicações na categoria de Melhor Atriz, incluindo uma no Filmfare Awards.  Naquele ano, ela também apareceu como convidada na comédia romântica Gori Tere Pyaar Mein, interpretando a noiva do personagem de Imran Khan.
Em 2014, Shraddha se reuniu a Suri para o thriller Ek Villain (2014), para o qual ela também cantou a música "Galliyan".  O filme foi co-estrelado por Sidharth Malhotra. Houve acusação de que o filme era um plágio do longa coreano I Saw the Devil, embora Suri tenha afirmado que era um filme original. O filme finalmente emergiu como um grande sucesso comercial, com receitas domésticas de mais de ₹1 bilhão (US $ 14 milhões).  Seu segundo lançamento nesse ano foi o aclamado drama de Vishal Bhardwaj intitulado Haider, uma adaptação de Hamlet do dramaturgo William Shakespeare, que se passa durante o conflito de Caxemira, de 1995.  Ela interpretou a personagem baseada em Ofélia e contracenou com Shahid Kapoor e Tabu. Ainda naquele ano, Shraddha fez uma participação na música "Dance Basanti" do filme Ungli, produzido por Karan Johar.
Em 2015, Shraddha estrelou a sequência do filme de dança ABCD: Any Body Can Dance, intitulado ABCD 2, ao lado de Varun Dhawan.  Em preparação para seu papel, ela aprendeu diferentes gêneros de dança com os coreógrafos Prabhudeva e Remo D'Souza.  Produzido pela Walt Disney Pictures, o filme arrecadou ₹1,57 bilhões (US $ 22 milhões) em todo o mundo para se tornar seu filme mais visto até então.
No início de 2016, Shraddha foi apresentada como par romântico de Tiger Shroff no drama de ação Baaghi, uma história de um casal de jovens rebeldes que tinha como plano de fundo uma escola de artes marciais. O papel exigia que ela praticasse Kalaripayattu (uma arte marcial originária do sul da Índia). Comercialmente, o filme teve um bom desempenho e arrecadou um total de ₹1,26 bilhões (US $ 18 milhões). O último lançamento dela naquele ano foi o drama musical de rock Rock On 2, uma sequência de Rock On!!. Ela foi escalada ao lado de Farhan Akhtar, Arjun Rampal e Prachi Desai. Para se preparar, ela passou um tempo lendo livros sozinha e realizou treinamento vocal com a cantora Samantha Edwards. Rock On 2 não recuperou o seu investimento ₹450 milhões  (US $ 6,3 milhões).
Em 2017, Shraddha estrelou o drama romântico de Shaad Ali chamado Ok Jaanu, reunindo-se novamente com Aditya Roy Kapur em um remake do drama romântico Tamil de Mani Ratnam O Kadhal Kanman. O filme foi produzido por Karan Johar sob a bandeira da Dharma Productions. Após, Shraddha apareceu no romance Half Girlfriend, no qual ela fez par com Arjun Kapoor. Foi baseado no romance homônimo de Chetan Bhagat, e a uniu com o diretor Mohit Suri. Também em 2017, Shraddha estrelou o filme de Apoorva Lakhia chamado Haseena Parkar, uma cinebiografia da irmã do terrorista Dawood Ibrahim. Shraddha interpretou o papel principal, ao lado de seu irmão Siddhanth Kapoor, que interpretou o personagem de Ibrahim. O filme recebeu críticas negativas. Nenhum dos seus lançamentos em 2017 tiveram um bom desempenho nas bilheterias.

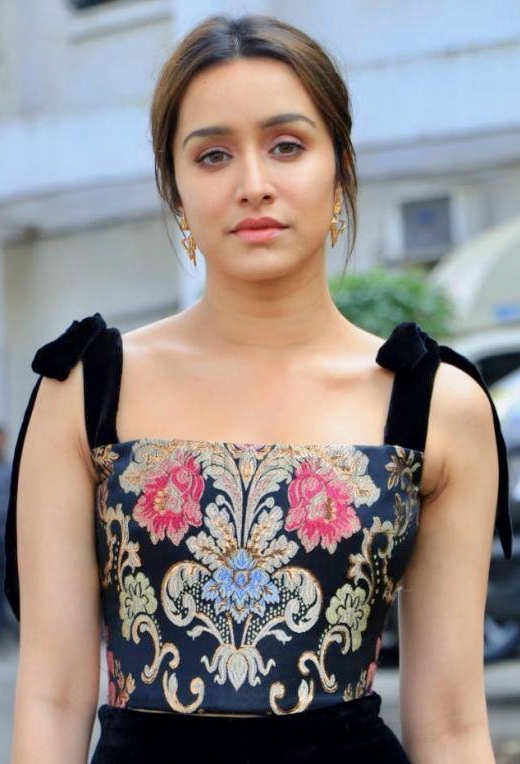
Shraddha no evento promocional do filme Street Dancer 3D, 2020

Shraddha, no ano de 2018, apareceu em um número musical no final do filme Nawabzaade junto com Varun Dhawan na canção High Rated Gabru do cantor Guru Randhawa. Seu primeiro filme naquele ano foi a comédia de terror Stree que ela estrelou ao lado do ator Rajkummar Rao. Com receita bruta de mais de ₹1,7 bilhões (US $ 24 milhões), Stree se tornou seu lançamento de maior bilheteria até aquele momento. Após, Shraddha voltou a trabalhar com Shahid Kapoor em Batti Gul Meter Chalu, um filme de crítica social sobre questões de eletricidade na zona rural da Índia. Ela aceitou o projeto devido à mensagem social que encontrou no roteiro.  As filmagens foram marcadas por disputas quando o estúdio KriArj Entertainment teve problemas com relação ao pagamento da equipe. Após um rápido intervalo, a produção foi retomada depois que Bhushan Kumar assumiu o projeto.
Shraddha estava destinada a estrelar a biografia da jogadora de badminton Saina Nehwal, dirigido por Amole Gupte, mas depois de filmar por alguns dias ela optou por sair do projeto alegando um conflito de agenda.  Ela começou 2019 protagonizando junto Prabhas o filme de ação trilingue Saaho. Com um orçamento estimado em ₹3,5 bilhões (US $ 49 milhões), é um dos filmes indianos mais caros produzidos. As versões em tâmil e telugo do filme não tiveram um bom desempenho, mas sua versão em hindi foi um sucesso comercial. Seu lançamento seguinte foi o longa Chhichhore, uma comédia-drama sobre a vida universitária, co-estrelado por Sushant Singh Rajput. Com uma receita bruta mundial de mais de ₹2 bilhões (US $ 28 milhões), o filme emergiu como sendo um dos seus mais bem-sucedidos.
Shraddha iniciou 2020 reunindo-se com Varun Dhawan mais uma vez para o filme de dança Street Dancer 3D. Apesar do bom desepenho das canções, o filme não obteve um bom desempenho comercial. Em seguida, ela voltou a trabalhar com Tiger Shroff na sequência Baaghi 3, entretanto o desempenho comercial foi baixo porque os cinemas foram fechados devido à pandemia de COVID-19.

## Filmografia
| Ano  | Filme                 | Personagem              | Observação                                                      |
| ---- | --------------------- | ----------------------- | --------------------------------------------------------------- |
| 2010 | Teen Patti            | Aparna Khanna           |                                                                 |
| 2011 | Luv Ka The End        | Rhea Dialdas            |                                                                 |
| 2013 | Aashiqui 2            | Arohi Keshav Shirke     |                                                                 |
| 2013 | Gori Tere Pyaar Mein  | Vasudha                 | Participação especial                                           |
| 2014 | Ek Villain            | Aisha Verma             |                                                                 |
| 2014 | Haider                | Arshia Lone             |                                                                 |
| 2014 | Ungli                 | Basanti                 | Participação Especial na música "Dance Basanti"                 |
| 2015 | ABCD 2                | Vinnie                  |                                                                 |
| 2016 | Baaghi                | Sia                     |                                                                 |
| 2016 | A Flying Jatt         | Ela mesma               | Participação Especial                                           |
| 2016 | Rock On 2             | Jiah Sharma             |                                                                 |
| 2017 | Ok Jaanu              | Tara Agnihotri          |                                                                 |
| 2017 | Half Girlfriend       | Riya Somani             |                                                                 |
| 2017 | Haseena Parkar        | Haseena Parkar          |                                                                 |
| 2018 | Nawabzaade            | Ela mesma               | Participação Especial na música "High Rated Gabru"              |
| 2018 | Stree                 | Mulher Misteriosa       |                                                                 |
| 2018 | Batti Gul Meter Chalu | Lalita "Nauti" Nautiyal |                                                                 |
| 2019 | Saaho                 | Amritha Nair            | Filmado simultaneamente em três idiomas (Hindi, Telugu e Tamil) |
| 2019 | Chhichhore            | Maya                    |                                                                 |
| 2020 | Street Dancer 3D      | Inayat                  |                                                                 |
| 2020 | Baaghi 3              | Sia                     |                                                                 |

## Prêmios e nomeações
| Ano  | Prêmio                                                               | Filme          | Resultado |
| ---- | -------------------------------------------------------------------- | -------------- | --------- |
| 2010 | Lions Gold Award for Favourite Promising Actor (Feminino)            | Teen Patti     | Venceu    |
| 2011 | Filmfare Award for Best Female Debut                                 | Teen Patti     | Indicado  |
| 2012 | Stardust Award for Best Actress                                      | Luv Ka The End | Venceu    |
| 2013 | Hello! Hall of Fame Award for Fresh Face Of Year                     | Aashiqui 2     | Venceu    |
| 2013 | BIG Star Entertainment Award for Most Romantic                       | Aashiqui 2     | Venceu    |
| 2013 | Most Entertaining Film Actor – Female                                | Aashiqui 2     | Indicado  |
| 2013 | BIG Star Most Entertaining Actor in a Romantic Role – Female         | Aashiqui 2     | Indicado  |
| 2014 | Lions Gold Award for New Heartthrob Film Actor in Lead Role - Female | Aashiqui 2     | Venceu    |
| 2014 | Screen Award for Best Actress                                        | Aashiqui 2     | Indicado  |
| 2014 | Screen Award for Best Actress (Popular Choice)                       | Aashiqui 2     | Indicado  |
| 2014 | Screen Award for Jodi No. 1 (along with Aditya Roy Kapur)            | Aashiqui 2     | Venceu    |
| 2014 | Star Guild Awards for Jodi of the Year (along with Aditya Roy Kapur) | Aashiqui 2     | Venceu    |
| 2014 | Filmfare Award for Best Actress                                      | Aashiqui 2     | Indicado  |
| 2014 | Zee Cine Award for Best Actor – Female                               | Aashiqui 2     | Indicado  |